# Driftin' Thru
Driftin' Thru é um filme dos Estados Unidos de 1926, do gênero faroeste, dirigido por Scott R. Dunlap e estrelado por Harry Carey.

## Elenco
- Harry Carey ... Daniel Brown
- Stanton Heck ... Bull Dunn
- Ruth King ... Stella Dunn
- G. Raymond Nye ... Joe Walters
- Joseph W. Girard ... Xerife (como Joseph Girard)
- Harriet Hammond ... A garota
- Bert Woodruff ... Joshua Reynolds